# Sidi Bouzid
Sidi Bouzid  (în arabă سيدي بوزيد ) este un oraș  în partea centrală a Tunisiei. Este reședinta  guvernoratului Sidi Bouzid.

## Revolta Sidi Bouzid
In data de 18 decembrie 2010, orașul Sidi Bouzid este teatrul unor ciocniri între rezidenți și poliție. Ciocnirile au loc ca urmare a sinuciderii lui Mohamed Bouazizi, un comerciant stradal. Acesta, fiind un absolvent de învățământ superior dar șomer,  și-a dat foc, după ce autoritățile i-au confiscat caruțul cu marfă . Tânarul a murit din cauza rănilor sale pe 4 ianuarie 2011.

## Personalități marcante
- Mohamed Bouazizi, revoluționar